# 山崎栄治
山崎 栄治（やまざき えいじ、1905年8月9日 - 1991年8月27日）は日本の詩人、フランス文学者。

## 生涯
1905年に佐賀県西松浦郡伊万里町で生まれる。幼少期に中国に移住して幼稚園時代を奉天市で過ごし、小学校の途中で大連市から東京市の青山に移っている。大倉商業学校に進み、教科書に載っていたロングフェローの詩やウォルト・ホイットマンの『草の葉』を英語で読んだ他、15歳の頃にジャン＝ジャック・ルソーの『懺悔録』、16歳の頃に野口米次郎の詩、そして17歳頃に萩原朔太郎の詩をそれぞれ読み、詩作への影響を受けた。東京美術学校の受験に失敗して東京外国語学校に進み、1925年には『日本詩人』に投稿した詩が四等に入選している。外国語学校では一学年下の菱山修三と詩について語り合ったが孤独感が強かったという。
1929年にフランス語学科を卒業し、同年にアルチュール・ランボーの『地獄の一季節』を部分訳したのがきっかけで三好達治と知り合いになる。三好の推薦で1935年から『四季』に詩を発表していたが、第二次世界大戦などの影響もあり初詩集を発行したのは50代に入った1956年だった。一方で空襲による詩稿の消失を恐れて、1944年には和文タイプライターで56篇の詩集を作成している。逓信省や大日本航空、戦後は建設省に勤務した後、1950年に横浜国立大学の講師となり1965年に教授に就任した。定年退官後はフェリス女学院短期大学、明治大学、法政大学などで1982年まで非常勤講師を務めている。
その後、1964年に詩集『聚落』で第7回高村光太郎賞を、1983年には『山崎栄治詩集』で第34回読売文学賞をそれぞれ受賞した。また、『同時代』や『歴程』の同人を務めている。呼吸不全のため1991年8月27日に自宅のある鎌倉市で逝去。死後、従四位勲三等瑞宝章が追贈されている。

## 作風・人物など
抒情詩を書かず、ヒューマニズムの上に築かれた混沌としたリアリズムを持つ作品を生み出した、と草野心平に評されている。また、一見純粋な叙情があるが、意識の奥に生存を追求する熱意が存在する、とも言われた。山崎自身は言葉そのものが踊っているように面白さを感じられる事を心がけたと語っており、詩句自体が美しく時に官能的であり、知性と人生経験に支えられた視点が魅力を醸し出していた。また、散文についても高い評価を受けている。
詩人として必ずしもポピュラーな存在ではなかったが、熱烈なファンも少なくなかったという。詩を読み始めた頃から萩原朔太郎を偏愛しており、1931年には初対面を果たしている。また、創刊の会合に誘われ、自身も好感を寄せていた四季派からの影響を指摘されることもあったが、両者を異質なものとした金井直の見解に賛意を示している。大学生の頃からバロック音楽や絵画を好み、絵のグループ展に参加することもあった。

## 著書

### 詩集
- 「葉と風との世界」昭森社、1956年
- 「聚落」1963年
- 「女庭師」昭森社、1975年
- 「山崎栄治詩集」沖積舎、1982年

## 翻訳
- 「アミンタス」（ジイド全集 第2巻）、辻野久憲共訳 金星堂、1934年
- 「薔薇」、ライナー・マリア・リルケ 人文書院、1953年
- 「果樹園　ヴァレーのカトラン」（リルケ全集 第5）、弥生書房、1961年
- 「エリュアール詩集」弥生書房、「1968年